# 오만석 (1965년)
오만석(吳萬錫, 1965년 7월 9일~)은 대한민국의 배우이다.
1965년 7월 9일 경상북도 영주시에서 태어나 1984년 5월에서 1986년 7월까지 대한민국 육군 사병으로 복무한 그는 1987년 연극 《카덴자》의 단역 출연을 통하여 연극 배우 첫 데뷔하였고 2007년 영화 《밀양》의 단역을 통하여 영화 배우 데뷔하였다.

## 학력
- 1981년~1984년 영광고등학교
- 1984년~1988년 울산과학대학
- 1994년~1996년 대경전문대학 연극영화학과

## 병역
- 1984년~1986년 대한민국 육군 병장 만기 제대

## 출연

### 방송

#### 드라마
- 2009년 MBC 《친구, 우리들의 전설》
- 2013년 JTBC 《세계의 끝》
- 2014년 JTBC 《밀회》
- 2015년 SBS 《풍문으로 들었소》
- 2018년 JTBC 《밥 잘 사주는 예쁜 누나》 - 윤상기 역
- 2019년 OCN 《트랩》 - 사냥꾼 역
- 2019년 MBC 《봄밤》 - 유남수 역
- 2019년 KBS2 《저스티스》 - 주만용 역
- 2019년 KBS2 《생일편지》 - 조함덕, 조영금의 아버지 역
- 2019년 JTBC 《JTBC 드라마페스타 - 루왁인간》 - 종수 역
- 2020년 KBS2 《본 어게인》 - 백인석 역(특별 출연)
- 2020년 JTBC 《JTBC 드라마페스타 - 행복의 진수》 - 남궁진수 아버지 역
- 2020년 JTBC 《쌍갑포차》 - 오상곤 역(특별 출연)
- 2020년 JTBC 《야식남녀》 - 박형수 역
- 2021년 JTBC 《로스쿨》 - 강주만 역
- 2021년 KBS2 《경찰수업》 - 윤택일 역
- 2023년 MBC 《연인》 - 유교연 역
- 2023년 ENA 《유괴의 날》 - 최동준  역
- 2024년 MBC 《원더풀 월드》 - 권지웅 역
- 2024년 JTBC 《히어로는 아닙니다만》 - 엄순구 역
- 2024년 tvN 《졸업》 - 이택열 역
- 2024년 SBS 《열혈사제 2》 - 홍선학 역
- 2025년 JTBC 《협상의 기술》 - 이동준 역
- 2025년 SBS 《사계의 봄》 - 한주대 연영과 교수 역

#### 교양
- 1996년 HBS 현대방송 《무한지대 큐》

### 영화
- 2007년 《밀양》 - 목사 역
- 2008년 《미인도》 - 여항 문인 3 역
- 2009년 《여행자》 - 구 원장 역
- 2009년 《바이 더 웨이》 - 림광만 역
- 2012년 《범죄와의 전쟁: 나쁜놈들 전성시대》 - 부장검사 역
- 2012년 《하울링》 - 요양원 원장 역
- 2013년 《더 파이브》 - 두목 역
- 2016년 《아가씨》 - 면령 독회 손님 1 역
- 2017년 《눈발》 - 건강원 주인(기철) 역
- 2022년 《불도저에 탄 소녀》 - 최영환 역
- 2022년 《헌트》 - 강기자 역
- 2023년 《나의 피투성이 연인》 - 원장 역
- 2025년 《검은 수녀들》 - 신 교수 역

### 공연

#### 연극
- 1987년 《카덴자》
- 1988년 《햄릿》
- 1989년 《콜렉터》
- 1992년 《오셀로》
- 1993년 《리어왕》
- 1994년 《맥베스》
- 1995년 《화랑의 후예》
- 1996년 《전쟁과 평화》
- 1997년 《무기와 인간》

#### 뮤지컬
- 2011년 《내 마음의 풍금》

## 수상
- 1999년 제2회 울산연극제 최우수연기상
- 2002년 제5회 울산연극제 우수연기상
- 2003년 제21회 전국연극제 연기상
- 2005년 제8회 울산연극제 최우수연기상
- 2010년 제1회 문예회관 활성화 아이디어 공모전 최우수상